# Vigevano
Vigevano er en by og en kommune i provinsen Pavia i regionen Lombardiet i Italien med omkring 60.000 indbyggere.
Byen ligger omkring 35 km syd for Milano ved floden Ticino. Vigevano er særlig kendt for pladsen Piazza Ducale med renæssancebygninger hele vejen rundt og slottet Castello Sforzesco.

## Historie
Romerne kaldte byen Victumulae og blev berørt af anden puniske krig da slaget ved Ticinus mod Hannibal i 218 f.Kr. blev udkæmpet i nærheden og romerne slog Hannibal.
Vigevano bliver også nævnt på 1100-tallet som favoritresidensen til den lombardiske kongen Arduin grund af de gode jagtmuligheder i omegnen. Vigevano blev i middelalderen besejret og taget af Milano (i 1201 og 1275). I 1328 blev den overgivet til Azzone Visconti og derefter blev den del af Milanos politikområde. Kirken St Pietro Martire blev bygget med det tilhørende dominikanske kloster af Filippo Maria Visconti i 1445, som da var hersker i Milano. De sidste år af hans styre blev byen taget under kontrol af Francesco Sforza som selv var fra byen. Da han havde sikret sit magtgrundlag i Lombardiet, sørgede Sforza for at byens position blev vigtigere, blandt andet med et bispesæde.

## Vartegn
Castell Sforzesco ligger over byen og blev bygget i årene 1492-1494 af Ludovico Sforza, hertugen af Milano som bygget om en tidligere befæstning, som igen stammede fra en tidligere langobardiske befæstning. Fæstningen er blevet gæstet af blandt andre Leonardo da Vinci og Donato Bramante. Bramante færdiggjorde fæstningens tårn, som var påbegyndt allerede i 1198.
Piazza Ducale regnes som en af de fineste pladser i Italien, en rektangulær og retvinklet renæssanceplads i propositionerne 1:2. Arkitekten skal eftersigende være Filarete og Bramante skal have sørget for opførslen. Dette skete under alle omstændigheder mens Ludovico il Moro ledede byen og pladsen skal være fuldført på rekordtid i årene 1492-1493.
Vigevano Katedral er en konkav bygning med barok facade ud mod pladsen og er justeret i formerne sådan at facaden skulle passe ind på pladsen linjer og centrere pladsen. Katedralen blev påbegyndt i 1532 og færdiggjort i 1606.

## Notable personer
- Guido da Vigevano (c. 1280–c. 1349), fysiker og opfinder
- Donato Bramante (1444-1514), arkitekt og maler, arbejdede i Vigevano for Ludovico Sforza.
- Ludovico Sforza (1452–1508), kendt som Ludovico il Moro, Hertug af Milan.
- Leonardo da Vinci (1452-1519), polyhistor, arbejdede i Vigevano for Ludovico Sforza.
- Giovanni Peroni, industrialist der grundlagde Peroni Brewery i Vigevano i 1846.
- Eleonora Duse (1858–1924), italiensk skuespiller, ofte blot kaldet Duse, blev født i Vigevano.
- Vito Pallavicini (1924-2007), lyriker, mest kendt for at være en af de to forfattere til "Azzurro".
- Gian Carlo Rota (1932–1999), matematiker og filosof, født i Vigevano.
- Margie Santimaria (født 1989), professionel triatlet
- Abramo Ardizzi (de Arditiis o Ardiciis) (1400-tallet), diplomat, ambassadør, biskop, kardinal.
- Juan Caramuel y Lobkowitz (1606-1682), matematiker og biskop i Vigevano.
- Guido Ferracin (1926-1973), atlet, europæisk bantamvægt boksemester